# Mesoligia pseudonychinastriata
Mesoligia pseudonychinastriata är en fjärilsart som beskrevs av Schultz 1934. Mesoligia pseudonychinastriata ingår i släktet Mesoligia och familjen nattflyn. Inga underarter finns listade i Catalogue of Life.